# Hayashi Fusao
Hayashi Fusao (japanisch 林 房雄, eigentlich: Gotō Toshio (後藤 寿夫); * 30. Mai 1903 in der Präfektur Ōita; † 9. Oktober 1975 in Kamakura) war ein japanischer Schriftsteller. Nach dem Zweiten Weltkrieg verwendete er das Pseudonym Shirai Akira (白井 明).

## Leben
Hayashi war von früher Jugend an ein politisch interessierter Autor. Während seiner Studienzeit an der Universität Tokio leitete er mit Nakano Shigeharu ein marxistisches Kunstseminar. Mit der Erzählung Ringo, die 1926 in der Zeitschrift Bungei Sensen erschien, profilierte er sich als proletarischer Schriftsteller. Wegen seiner Aktivität in der Kommunistischen Partei Japans wurde er 1932 verhaftet.
In der Folge setzte er sich in mehreren Schriften mit dem Verhältnis von Literatur und Politik auseinander. 1933 gründete er mit Kobayashi Hideo das Journal Bungakukai. In Rōman Shugisha no Techō („Notizen eines Romantikers“) erklärte er seine Abkehr vom Marxismus.
Während des Zweiten Weltkrieges unterstützte Hayashi die Politik der japanischen Regierung. Er schrieb über die Schlacht um Shanghai (1937) und berichtete 1943 als Mitglied der Bungei Jūgo Undō (文芸銃後運動, „literarische Heimatfrontbewegung“) aus Korea, der Mandschurei und dem japanisch besetzten Teil Chinas.
Nach dem Zweiten Weltkrieg galt Hayashi als „kultureller Kriegsverbrecher“. Er hielt aber zeit seines Lebens an seiner nationalistischen Sichtweise fest. In dem Buch Dai-Tōa Sensō Kōtei Ron („Die Bejahung des Großostasiatischen Krieges“, 1964) stellte er seine Ansicht dar, der „Großostasiatische Krieg“ – so seit 1941 die regierungsoffizielle Bezeichnung für den Zweiten Weltkrieg im asiatischen Raum – sei im Wesen ein asiatischer Befreiungskrieg gewesen.

## Werke (Auswahl)
- Seinen (青年), 1932
- Bungaku no Tame ni (文学のために), 1932
- Sakka to shite (作家として), 1932
- Rōman Shugisha no Techō (浪漫主義者の手帖), 1935
- Musuko no Seishun (息子の青春), Roman
- Tsuma no Seishun (妻の青春), Roman
- Yotsu no Moji, Kurzerzählung, 1949
- Dai-Tōa Sensō Kōtei Ron (大東亜戦争肯定論), 1964